# Adelophryne baturitensis
Adelophryne baturitensis е вид земноводно от семейство Eleutherodactylidae. Видът е световно застрашен, със статут Уязвим.

## Разпространение
Разпространен е в Бразилия.

## Описание
Популацията на вида е намаляваща.